# Carex oberrodensis
Carex oberrodensis là một loài thực vật có hoa trong họ Cói. Loài này được B.Walln. mô tả khoa học đầu tiên năm 1993.